# Dans l'ombre du doute
Ne doit pas être confondu avec L'Ombre d'un doute.
Dans l'ombre du doute (In the Dark) est un téléfilm américain réalisé par Richard Gabai et diffusé le 12 janvier 2013 sur Lifetime et en France le 16 mai 2013 sur M6.

## Synopsis
À la suite d'un accident grave, dans lequel elle perd son mari et son enfant, une artiste devient aveugle. Elle reçoit ensuite une aide pour l'assister dans sa vie.

## Fiche technique
- Titre original : In the Dark
- Réalisation : Richard Gabai
- Scénario : Bradford R. Youngs, Lloyd S. Wagner et Shane Mathers
- Photographie : Scott Peck
- Musique : Sean Murray (en)
- Durée : 89 minutes
- Pays :  États-Unis

## Distribution
- Elisabeth Röhm (VF : Christiane Jean) : Ali
- Sam Page (VF : Damien Ferrette) : Jeff
- Shannon Elizabeth (VF : Laura Blanc) : Linda
- Elizabeth Peña : Docteur Weinette
- Patrick Muldoon (VF : Franck Daquin) : Dan Lear
- Aiden Turner : Alex Smith
- Richard Portnow : l'inspecteur Archer

Source et légende : Version française (VF) sur RS Doublage et selon le carton du doublage français télévisuel.

## Accueil
Le téléfilm a été vu par 1,232 million de téléspectateurs lors de sa première diffusion.